# Человек из ресторана (фильм)
«Человек из ресторана» — фильм Якова Протазанова 1927 года с Михаилом Чеховым в главной роли. В основу сценария положена одноимённая повесть Ивана Шмелёва, опубликованная в 1911 году. Фильм чёрно-белый, немой. Вышел на экраны 12 июня 1927 года.
Роль Скороходова писалась Протазановым для Ивана Москвина, но из-за болезни его пришлось заменить на Михаила Чехова.
Фильм находится в общественном достоянии.

## Сюжет
После гибели на фронте сына и смерти жены, овдовевший официант Скороходов сдал комнату некоему Соколину, молодому человеку, работавшему курьером в одной из контор. Квартирант и дочь Скороходова полюбили друг друга, но у скромного юноши появился неожиданный соперник в лице постоянного посетителя ресторана, Карасёва — владельца фабрики, решившего соблазнить приглянувшуюся ему девушку.
Подлый и коварный Карасёв крадет конверт и требует за это согласия дочери Скороходова сожительствовать с ним. Это предотвращают Скороходов и Соколин, в последний момент врывающиеся в комнату, где Карасёв заперся с девушкой и пытается силой ею овладеть. Они вовремя забирают конверт и девушку, Карасёв остается ни с чем.

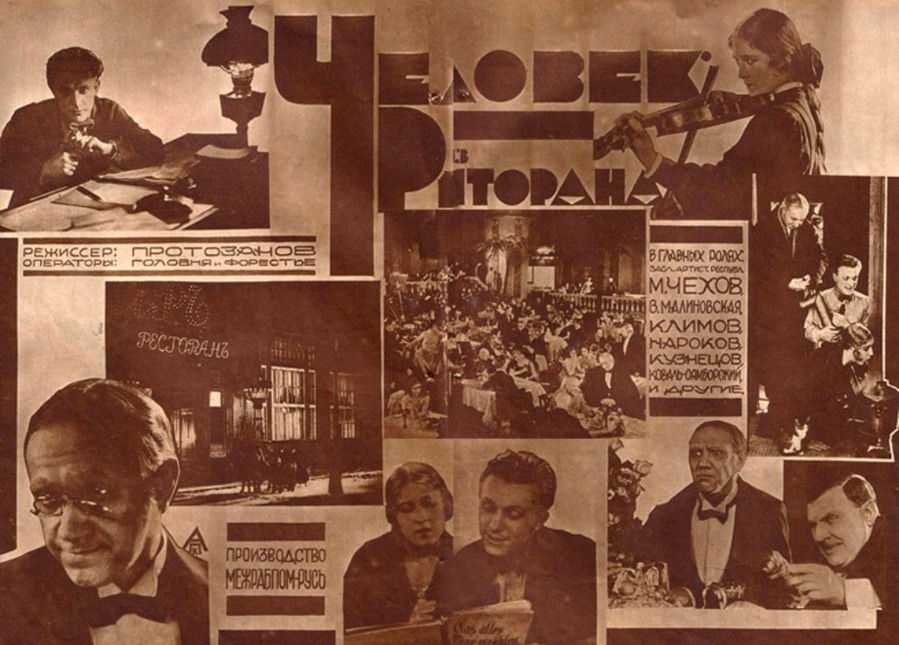
Постер

## В ролях
- Михаил Чехов — Скороходов, официант
- Вера Малиновская — Наташа, дочь
- Иван Коваль-Самборский — Соколин, жених
- Михаил Нароков — Карасёв, фабрикант
- Степан Кузнецов — министр
- Михаил Климов — Штосс, метрдотель
- Андрей Петровский — генерал
- К. Алексеева — жена Скороходова
- Михаил Жаров — официант
- Раиса Карелина-Раич — классная дама
- Софья Яковлева — соблазнённая девушка
- Софья Левитина — посетительница ресторана
- Виктор Громов — официант
- Аркадий Благонравов — посетитель ресторана
- Яков Протазанов
- Борис Сушкевич
- Сергей Ценин — офицер (нет в титрах)
- Марк Прудкин — офицер (нет в титрах; дебют в кино)

## Съёмочная группа
- Авторы сценария — Олег Леонидов, Яков Протазанов
- Режиссёр — Яков Протазанов
- Операторы-постановщики — Константин Венц, Анатолий Головня
- Художник-постановщик — Сергей Козловский
- Художники — В. Рахальс, С. Юткевич